# Массовое убийство в Остраве
Массовое убийство в Остраве — инцидент, произошедший 10 декабря 2019 года, в больнице города Острава (Чехия). В результате стрельбы устроенной 42-летним Цтирадом Витасеком, погибли 7 человек и ещё двое получили ранения. Преступник покончил с собой при обнаружении его полицией. Это четвёртый случай совершения массового убийства на территории Чехии с применением огнестрельного оружия и третьей по количеству жертв после расстрела в Угерском Броде, совершённого в 2015 году, и расстрела в Карловом университете в Праге в 2023 году

## Обстоятельства нападения
Во вторник 10 декабря 2019 года около 7 часов утра по местному времени 42-летний житель Остравы Цтирад Витасек приехал на своем автомобиле к Факультетской больнице Остравы, вооруженный ранее незаконно приобретенным 9 миллиметровым пистолетом CZ 75. Сначала преступник поднялся на третий этаж и направился в зал ожидания отделения кардиологии, однако тот оказался пуст. Затем Витасек спустился на этаж ниже и направился в отделение гастроэнтерологии, но и там находился всего один человек. Поэтому преступник направился в отделение травматологии и увидев, находящихся там несколько десятков человек, ожидавших приема врача, около 7:15 внезапно выхватил оружие и открыл по ним огонь. Вся стрельба продолжалась не более десяти секунд. Израсходовав весь магазин с боеприпасами, Витасек скрылся с места преступления.

### Поисковая операция
В 7:18 утра местная полиция получила первый звонок с сообщением о стрельбе, и уже в 7:23 утра первая патрульная машина прибыла на место происшествия. В течение десяти минут на место преступления прибыло несколько десятков полицейских и машин «скорой помощи», а также подразделение спецназа. Однако после обыска больницы стало ясно, что стрелявший успел покинуть место преступления, как позже оказалось, около 7:19 утра, всего за четыре минуты до прибытия сотрудников правоохранительных органов.
В результате поисковой операции в которой, кроме нескольких десятков полицейских был задействован и вертолет, сотрудникам правоохранительных органов в нескольких кварталах от больницы удалось обнаружить машину, на которой скрылся преступник. Также в ходе поисковой операции было задержано до 15 случайных прохожих, имевших в тот день в своей одежде красные цвета. Позже все они были отпущены с извинениями. По описанию свидетелей, преступник во время нападения был одет в куртку именно красного цвета, что и послужило причиной задержания невиновных людей.
Вскоре министр внутренних дел Чехии Ян Гамачек принес публичные извинения всем ранее задержанным гражданам, при этом дав первое полное описание преступника, как неизвестного человека ростом около 180 сантиметров, одетого в красную куртку. По словам матери преступника, около 8 утра Цтирад Витасек вернулся домой, признался ей в совершении массового убийства, и заявил, что собрался покончить с собой. После чего вооружившись всё тем же пистолетом, из которого он расстрелял людей, преступник, проигнорировав просьбы матери сдаться полиции, покинул свой дом, направившись в неизвестном направлении. Сразу же после ухода сына женщина связалась с сотрудниками правоохранительных органов.
В результате операции, длившейся около пяти часов, около 12:08 утра Цтирад Витасек был наконец обнаружен полицейским вертолетом в лесном массиве в 5 километрах от места преступления. Увидев полицейский вертолет, преступник тотчас же покончил с собой выстрелом в голову.

## Погибшие и пострадавшие
Непосредственно на месте происшествия от огнестрельных ранений скончалось четыре человека в возрасте от 21 до 64 лет: трое мужчин-пациентов и одна женщина — работница больницы. Ещё трое пострадавших в возрасте от 28 до 51 года, среди которых две женщины и один мужчина, скончались от полученных ранений уже после госпитализации. Среди погибших оказались трое работников Чешской службы исполнения наказаний, бывших не при исполнении служебных обязанностей. Ещё двое пострадавших были доставлены в больницу в тяжелом состоянии, однако вскоре их состояние стабилизировалось.
Кроме того, среди погибших оказалась одна женщина, являющаяся инвалидом-колясочником, а также мужчина и женщина, накрывшие собой находившихся в зале ожидания детей, и спасшие тем самым их жизни.
По заявлению, сделанному министром внутренних дел Чешской Республики, семьям погибших при стрельбе будут выделены деньги на оплату похорон, а также по 300 000 крон в качестве компенсации от государства. Пострадавшим при стрельбе, по его же словам, будет выплачена компенсация в 150 000 крон.

## Личность преступника и возможные мотивы
Цтирад Витасек (чеш. Ctirad Vitásek) 1977 года рождения проживал с матерью в пригороде Остравы — Забржехе. Никогда не был женат и детей не имел. Коллегами по работе и знакомыми характеризовался исключительно с положительной стороны, как «весёлый и общительный человек». По образованию Витасек был техником-строителем. В молодости увлекался хоккеем и некоторое время даже был нападающим местного клуба «Orli Stará Bělá», выступив вместе с командой на нескольких региональных чемпионатах. Позже работал контролёром на общественном транспорте.
В молодости три раза был судим за незначительные преступления. По словам коллег с последнего места работы преступника он очень любил посещать корпоративные и спортивные мероприятия устраиваемые компанией. Регулярно катался на лыжах и время от времени посещал боевой тир. По словам начальника с последнего места работы поведение Витасека изменилось за несколько месяцев до совершения им массового убийства. По словам Алеша Жигулы: «Он внушил себе, что серьёзно болен раковым заболеванием и постоянно жаловался, что врачи отказываются его лечить».
По словам всё того же начальника, Витасек за месяц до совершения преступления перестал выходить на работу, а 26 ноября 2019 года позвонил ему и сообщил, что находится на больничном. По словам руководства больницы, в которой Витасек совершил массовое убийство, он никогда не был пациентом этого учреждения и не жаловался на работу врачей.
Известный чешский психиатр Ян Чимицкий предположил, что вероятнее всего Витасек последние месяцы жизни страдал от ипохондрической депрессии, что и послужило одним из мотивов совершения им убийства людей.

## Реакция
Президент Чехии Милош Земан выразил глубокие соболезнования родственникам жертв нападения. Премьер-министр Андрей Бабиш объявил 17 декабря днём общенационального траура по погибшим в результате стрельбы.. Свои соболезнования родным и близким погибших и пострадавших выразили также президент Словакии — Зузана Чапутова и глава Европейской комиссии Урсула фон дер Ляйен.